# Aspen Institute
Aspen Institute je mezinárodní nezisková organizace. Založil ji v roce 1950 chicagský podnikatel Walter Paepcke jako Aspen Institute of Humanistic Studies (Aspenský institut humanitních studií). Tento think tank se zaměřuje na podporu hodnotově orientovaného vedení lidí a otevřeného dialogu o současných globálních problémech. Spolu s mezinárodními partnery se snaží o vytváření společného základu a hlubšího porozumění v nestranickém a neideologickém prostředí prostřednictvím pravidelných seminářů a konferencí. 
Institut sídlí ve Washingtonu, D.C., a má školící centra v Aspenu v Coloradu a nedaleko Chesapeakské zátoky na Wye River v Marylandu. Jeho prezidentem a výkonným ředitelem je Walter Isaacson, v minulosti mimo jiné šéfredaktor časopisu Time a ředitel CNN. Členy správní rady institutu se stali např. Madeleine Albrightová, Condoleezza Riceová, Javier Solana nebo bývalá jordánská královna Núr al-Hussain. Aspen Institute je z velké části financován americkými nadacemi, jako Carnegie Corporation, The Rockefeller Brothers Fund a Fordovy nadace, z poplatků za semináře a jednotlivých členství. Správní rada každého institutu se skládá z vůdčích osobností politiky, státní správy, podnikatelského a akademického prostředí, kteří chtějí přispět k rozvoji otevřené společnosti a demonstrovat účastí její hodnoty. Partnerské instituty působí v Berlíně, Římě, Madridu, Paříži, Kyjevě, Mexico City, Tokiu, Dillí, Bukurešti, Aucklandu a od července 2012 i v Praze.

## Aspen Institute Central Europe
Cílem středoevropské pobočky Aspen Institute (založena v roce 2012 jako Aspen Institute Prague o.p.s., od ledna 2016 pod názvem Aspen Institute Central Europe) je rozvíjet mezioborovou spolupráci, podporovat středoevropské lídry z různých sektorů a přispívat k analýze a řešení naléhavých otázek současného hospodářského, sociálního a myšlenkového vývoje na expertním a nestranickém základě, a to jak v rámci České republiky, tak širšího středoevropského, evropského a euro-atlantického prostředí ve spolupráci s ostatními Aspenskými instituty.
Pobočka je vydavatelem čtvrtletníku Aspen Review. Výkonným ředitelem je Jakub Landovský. Předsedou dozorčí rady a čestným předsedou správní rady je Ivan Hodáč, někdejší tajemník Asociace evropských výrobců automobilů (ACEA).
Otevření pobočky finančně podpořil finančník Zdeněk Bakala, mezi jehož další neziskové aktivity patří Bakala Foundation nebo podpora Knihovny Václava Havla. Za otevření instituce formátu Aspen Institute lobboval dlouhodobě ministr zahraničí Karel Schwarzenberg se slovy, že společnost potřebuje diskuzi s „širším nadhledem než od Bílých Karpat po Šumavu“.

## Financování
Aspen Institute US je z velké části financován organizacemi jako Carnegie Corporation, Rockefeller Brothers Fund, Gates Foundation, Lumina Foundation, Ford Foundation, poplatky z vlastních seminářů, a individuálními dárci. Ve správní radě zasedají známé osoby z politiky, vlád, obchodu a akademické obce.
Česká odnož Aspen Institute Central Europe nezveřejnila podrobné financování ve výroční zprávě. Uvádí pouze, že hlavní dárci jsou: Bakala Foundation, Pale Fire Capital SE, Direct pojišťovna, Škoda Auto, Home Credit International, Nadace ČEZ, T-Mobile Czech Republic a další. Spolupracují s Českou televizí, vydavatelstvím Economia a ostatními Aspen instituty. Ve správních orgánech zasedají osoby z oblasti politiky jako Jan Farský, Michael Žantovský či Dita Charanzová, z oblasti byznysu Pavel Řehák z Direct pojišťovny či Zdeněk Tůma z ČSOB, či zástupci České spořitelny, Schneider Electric a další. Většina výdajů organizace je spjata s platy a odměňováním.